# Poplave na Balkanu (2014)
Poplave na Balkanu 2014 so poplavni dogodek na območju Bosne in Hercegovine, Srbije in Hrvaške v maju 2014. Poplave so posledica izjemnih padavin med 14. in 16. majem, ki jih je povzročilo območje nizkega zračnega pritiska nad Balkanom - v prizadetih državah je ciklon imenovan Tamara. Do 20. maja je zaradi poplav umrlo vsaj 49 ljudi, več sto tisoč ljudi pa je bilo evakuiranih iz svojih domov. Uradne ocene navajajo več kot 1,6 milijona prizadetih prebivalcev. Največja koncentracija prizadetih prebivalcev je v Doboju ob reki Bosni (BiH) in Obrenovcu na sotočju Save in Kolubare (Srbija). Zaradi poplav se je sprožilo več kot 2000 zemeljskih plazov.